# Daniel Reyes Avellán
Daniel Salvador Reyes Avellán (Diriamba, 21 luglio 1990) è un ex calciatore nicaraguense, di ruolo attaccante.